# Alfonso Barinetti
Ildefonso Pietro Giuseppe Barinetti, detto Alfonso (Pavia, 20 giugno 1854 – Milano, 5 marzo 1920), è stato un avvocato e politico italiano.

## Biografia
Avvocato tra i più noti della Lombardia, è stato consigliere e presidente della provincia di Cremona, membro della deputazione provinciale e di varie opere assistenziali. Nominato senatore a vita nel 1912.